# Acontiola
Acontiola is een geslacht van vlinders van de familie van de uilen (Noctuidae).

## Soorten
- Acontiola acclivis (Felder R. & Rogenhofer, 1875)
- Acontiola binorbis (Hampson, 1910)
- Acontiola boursini (Berio, 1940)
- Acontiola chryseiplaga (Hampson, 1910)
- Acontiola cryptochrysea (Hampson, 1902)
- Acontiola cyanopasta (Hampson, 1910)
- Acontiola densa (Walker, 1865)
- Acontiola diplogramma (Hampson, 1902)
- Acontiola divisa (Gaede, 1916)
- Acontiola epimochla (Bethune-Baker, 1911)
- Acontiola festiva (Berio, 1950)
- Acontiola gobabis (Berio, 1940)
- Acontiola heliastis (Hampson, 1902)
- Acontiola hemichrysea (Hampson, 1910)
- Acontiola hypoxantha (Wallengren, 1860)
- Acontiola implicita (Berio, 1940)
- Acontiola incognita (Berio, 1954)
- Acontiola lascivalis (Lederer, 1855)
- Acontiola metachrysea (Hampson, 1910)
- Acontiola moldavicola (Herrich-Schäffer, 1851)
- Acontiola parvula (Berio, 1940)
- Acontiola punctithorax (Berio, 1940)
- Acontiola rosescens (Hampson, 1910)
- Acontiola ruperti Behounek & Speidel, 2015
- Acontiola sancta Staudinger, 1900
- Acontiola separabilis (Berio, 1940)
- Acontiola subterminalis (Hampson, 1910)
- Acontiola subtilimba (Berio, 1963)
- Acontiola varia (Walker, 1865)
- Acontiola vultuosa (Distant, 1898)